# L'occhio del maligno
L'occhio del maligno (L'Oeil du malin) è un film del 1962 diretto da Claude Chabrol.
Si tratta del primo film pienamente thriller del regista francese, all'epoca trentenne.

## Trama
Albin Mercier è inviato da una testata francese in un piccolo paese della Baviera, nei pressi di Monaco, per scrivere articoli sulla vita in Germania.
Scrittore mediocre, ha ottenuto questo lavoro fingendo di conoscere il tedesco, ma ora si trova in enorme difficoltà con la lingua. Un giorno, in un negozio, gli viene in soccorso Hélène, giovane francese, moglie di Andreas Hartman, noto scrittore, che ha una grande casa in paese, che Albin aveva già notato.
Hélène invita Albin nella loro splendida casa e, in breve, nasce una grande amicizia, con il giornalista francese che prende a frequentare regolarmente quella che appare essere una coppia felice e perfetta. Proprio quest'apparenza impeccabile accresce nell'animo di Albin un sentimento di invidia che lo induce ad impegnarsi a fondo per distruggere questo idillio.
Quando Andreas deve assentarsi tre giorni, Albin si dichiara ad Hélène che però lo rifiuta. Il comportamento della donna e altre circostanze insospettiscono Albin che comincia a pedinarla convincendosi sempre di più che lei abbia un altro. E così in occasione di una visita all'Oktoberfest Albin scorge la donna in atteggiamenti inequivocabili con un altro uomo. Armatosi di una macchina fotografica la segue nuovamente a Monaco immortalandola mentre si bacia col suo amante.
Con le foto compromettenti si presenta poi alla stessa Hélène chiedendole che lasci il marito per mettersi con lui. Lei rifiuta e lui va dal marito che, dopo aver visto le foto, lo liquida sdegnato. Al suo ritorno, Andreas aggredisce Hélène e la uccide, con Albin che assiste da lontano impotente e quindi, scioccato, chiede delle scuse tardive. All'arrivo della polizia, Albin cerca di spiegare che è colpa sua, ma parlando in francese non è capito e viene respinto, mentre Andreas gli dice di compatirlo.
Albin in seguito si licenzia, torna in Francia, e poi decide di raccontare la sua storia, ma nessuno pare esserne interessato. 